# Duncan Niederauer
Duncan Leigh Niederauer (New York, 1º gennaio 1959) è un dirigente d'azienda e dirigente sportivo statunitense, dal 2020 presidente del Venezia.

## Biografia

### Formazione
Laureatosi presso la Colgate University di Hamilton, nello Stato di New York, consegue un master in amministrazione aziendale presso la Goizueta Business School della Università Emory di Atlanta, Georgia.

### Carriera
Entrato in Goldman Sachs nel 1985, diviene partner nel 2000. Dal 2002 al 2004 è membro del consiglio di amministrazione di Archipelago Holdings. È stato membro del consiglio di amministrazione della Eze Castle Software dal 1981 e di Depository Trust & Clearing Corporation fino al 2008. Dal 2007 al 2008 è stato Presidente e Amministratore delegato della Borsa di New York.
Niederauer è inoltre membro del G100, un gruppo esclusivo di amministratori delegati delle più grandi società del mondo, e del Comitato consultivo internazionale del British-American Business Council.

### Attività nel calcio
Nel 2015 fa parte della cordata di imprenditori che rifonda la squadra di calcio del Venezia FC, con sede nell'omonima città italiana. Il 18 febbraio 2020, a seguito di un riassetto societario, diventa presidente del club.

### Vita privata
Sposato, con tre figli, risiede in New Jersey.
È membro di diverse associazioni filantropiche e fondazioni culturali, negli Stati Uniti e in Sudamerica. Fa parte del Consiglio di fondazione della sua alma mater, l'Università di Colgate. Fa anche parte della Fondazione della Medal of Honor, la più alta decorazione militare assegnata dal Governo degli Stati Uniti.